# 708

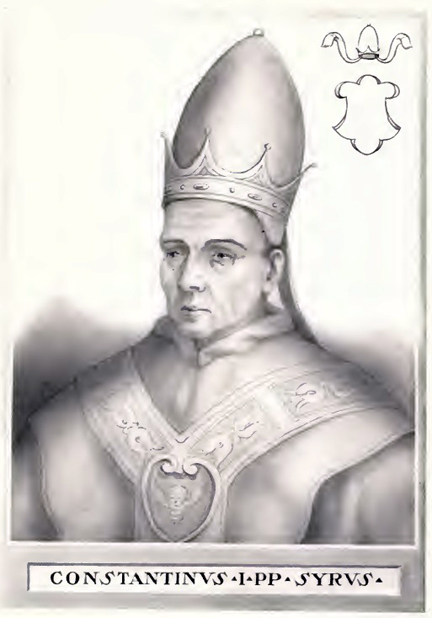
Paus Constantinus I (708-715)

Het jaar 708 is het 8e jaar in de 8e eeuw volgens de christelijke jaartelling.

## Gebeurtenissen

### Byzantijnse Rijk
- Een Byzantijns expeditieleger onder bevel van keizer Justinianus II wordt bij de vestingstad Anchialus aan de Zwarte Zee vernietigend verslagen. De Bulgaarse cavalerie onder aanvoering van Tervel, heerser (khagan) van het Bulgaarse Rijk, drijft de Byzantijnen de zee in. Justinianus' intentie om de 3 jaren eerder aan Bulgarije afgestane gebieden te heroveren mislukt.

### Azië
- Keizerin Genmei voert in Japan het eerste officiële muntstelsel in. Koperen munten worden als betaalmiddel voor het eerst gebruikt.
- De Chinese theeceremonie wordt tijdens de Tang-dynastie verbreid onder de gehele bevolking. (waarschijnlijke datum)
- De Sakurajima, een vulkaan op het eiland Kyushu (Japan), komt tot uitbarsting.

## Religie
- 15 januari - Paus Sisinnius volgt, na een sedisvacatie (leegheid van de Heilige Stoel) van 3 maanden, Johannes VII op. Hij overlijdt 3 weken later en wordt opgevolgd door Constantinus I als de 88e paus van de Katholieke Kerk.
- In de abdij van Mont Saint-Michel (voor de kust van Normandië) wordt een kapel gebouwd die gewijd is aan de aartsengel Michaël.

## Geboren
- Yutog Yönten Gönpo, Tibetaans lama en geneeskundige (overleden 833)

## Overleden
- Agia van Bergen, Frankisch edelvrouw en non (of 714)
- Drogo (38), hertog van Champagne en Bourgondië
- Irmina van Oeren, Frankisch edelvrouw (waarschijnlijke datum)
- 4 februari - Sisinnius, paus van de Katholieke Kerk